# مزدا چانگان
مزدا چانگان (انگلیسی: Changan Mazda) شرکت خودروسازی چینی است، که در سال ۲۰۱۸ تأسیس شد.